# James Beckwourth
James Pierson Beckwourth, né le 6 avril 1798 dans le comté de Frederick (Virginie) et mort le 29 octobre 1866 à Denver, est un mountain man, trappeur et explorateur américain. Mulâtre né en Virginie, il est libéré par son maître (et père). Il devient apprenti forgeron, puis déménage dans l'ouest américain. Devenu trappeur, il vit avec les Crows pendant plusieurs années.
On lui reconnaît la découverte de la Beckwourth Pass le long des Sierra Nevada, entre Reno (Nevada) et Portola, lors de la ruée vers l'or en Californie. On lui reconnait également l'amélioration de la Beckwourth Trail.
Il a raconté l'histoire de sa vie à Thomas D. Bonner, qui en a fait un livre publié à New York et Londres en 1856 sous le titre de The Life and Adventures of James P. Beckwourth: Mountaineer, Scout and Pioneer, and Chief of the Crow Nation of Indians. Une traduction en français a été publiée en France en 1860.

### Fiction
- (en) Leigh Brackett, Follow the Free Wind, New York, Doubleday, 1963
- (en) Bill Hotchkiss, The Medicine Calf, New York, Norton, 1981 (ISBN 0-393-01389-8)
- (en) Matt Braun, Bloody Hand, New York: St Martin's Press, 1996, 1996, 384 p. (ISBN 978-0-312-95839-8 et 0-312-95839-0)